# テオファノ
テオファノ（Theophano / ギリシア語: Θεοφανώ, 941年頃 - 978年以降）は、東ローマ皇帝ロマノス2世の皇后。皇帝バシレイオス2世、コンスタンティノス8世およびキエフ大公妃アンナの母親。ロマノスの死後にはニケフォロス2世フォカスの皇后となり、同時にヨハネス1世ツィミスケスの愛人となった。絶世の美女として伝えられ、東ローマ帝国史上最大の悪女ともいわれている。

## 生涯

### ロマノスとの結婚
テオファノの素性はよく知られていない。「酒を売っている親から生まれた」という記載が年代記にあることから、居酒屋の娘か葡萄酒商人の娘だと解釈されている。本名はアナスタソ（Anastaso）といった。庶民の娘であるテオファノがどういった経緯で皇太子であるロマノスと知り合ったかは不明である。このため様々な空想がなされており、ある歴史小説は、狩りの途中で瀕死の重傷を負ったロマノスがテオファノの父の家に担ぎこまれ、そこでテオファノに介抱されたとしている。また、東ローマ帝国では皇太子妃をコンクールで選ぶことがあったのではないかとされており、テオファノの場合もそれであった可能性もある。956年前後に正式にロマノスと結婚し、その際にテオファノと改名した。
なお、ヨハネス・スキュリツェスの年代記によると、当時はロマノスの父、皇帝コンスタンティノス7世はレカペヌス家から正帝の地位を取り戻して以降、生まれや功績による任官や昇進を嫌がっていたと記している。また、ロマノス2世は婚約していたイタリア王ウーゴの娘が死去した後添えとしてテオファノと婚約した。

### ロマノス2世の皇后として
959年に急死したロマノスの父、皇帝コンスタンティノス7世は、テオファノが毒殺したと噂された。しかしコンスタンティノスの死因は熱病であるし、毒殺の証拠もない。政治に興味のないロマノスは妻のいいなりで、何年もテオファノの操り人形であったとも言われている。遊び好きの夫ロマノスを支えてきたのが、父帝時代からの重臣である宦官のヨセフ・ブリンガスと名将ニケフォロス・フォカスであった。
バシレイオス2世、コンスタンティノス8世という世継ぎを産み、宮廷の女主人となったテオファノは目障りだった小姑達（ロマノスの妹）を修道院へ追い払い、さらには姑である皇太后ヘレネも修道院へ入れるようロマノスに意見した。ロマノスもさすがにこれには聞く耳を持たず、修道院へ入った妹達に対しても宮廷にいた時と同じ生活が出来るよう配慮したが、ヘレネは娘達の不幸を嘆いて病死した。これは間接的にテオファノが姑を殺したようなものであった。
因みに、ヨハネス・スキュリツェスの年代記では、ヨセフ・ブリンガスと対立関係にあった皇太后ヘレネの異母弟である宦官バシレイオス・レカペヌス（ソノス）はロマヌス2世の次男コンスタンティノスの寝室管理長官であったと記している。
963年3月15日、ロマノスは復活祭の最中であるにもかかわらず、道も無いような山奥へ狩りに出かけ、その最中の事故により26歳で急死した。再び、テオファノが毒殺したのではと噂されたが、夫が皇帝であったからこそ彼女は思うままに振る舞えたのであり、仮に毒殺しても何の得にもならないので、その可能性は低い。しかも彼女は、娘アンナ（のちのキエフ大公ウラジーミル1世妃）を出産したばかりだった。

### ニケフォロスとの結婚と皇帝暗殺への加担
夫の死後、まだ幼い息子たち、5歳のバシレイオス2世と3歳のコンスタンティノス8世が共同統治帝として即位し、テオファノはその摂政となった。しかし彼女には、当時強大な権力を持っていた軍隊に対する影響力がなかった。軍隊は、帝国中央軍・スコライ軍団の長官である将軍ニケフォロス・フォカスを皇帝として支持し、彼は幼い皇帝たちの後見になるとして、同年8月15日にコンスタンティノープルへ入城。バシレイオス・レカペヌス等の協力もあって、ロマノスの寵臣で宦官のブリンガス派を市街戦で制圧し、彼はハギア・ソフィアで正式に戴冠した。そして彼は、自らの皇位を正当化するため、前の皇后テオファノと結婚した。
964年にニケフォロス2世フォカスにより行われたキリキア遠征に子供らと共に従軍し、ドリズィオン要塞に留まった。 
ニケフォロスは、テオファノの子供たちの守護者となり、彼なりに年の離れた美しい妻を愛していたという。しかしテオファノは、勇猛な軍人であり敬虔なキリスト教徒である堅物の夫を嫌った。彼女は、前夫ロマノスの死で失うはずだった自分の地位を保全するために、ニケフォロスの妻となったのだった。やがてテオファノは、若く実績がありながらニケフォロスに冷遇されていた将軍ヨハネス・ツィミスケス（ニケフォロスの甥）と愛人関係になった。2人はニケフォロスの暗殺を計画し、それを969年12月10日から11日の夜中に実行した。テオファノの手引きで宮殿に乱入したヨハネスら暗殺者らは、眠りについていたニケフォロスを刺し殺した。その後、ヨハネスはすぐに宮殿の大広間の玉座に座り皇帝となった。
新皇帝ヨハネスの妻となることを疑わなかったテオファノは、無惨に彼に裏切られた。コンスタンティノープル総主教ポリュエウクトスに、暗殺者を皇帝として戴冠させることはできないと戴冠式を拒否されると、総主教に逆らえないヨハネスは、テオファノを暗殺の首謀者として告発し、宮廷から追放させたのだった。ポリュエウクトスはこの措置に満足し、戴冠式を司った。
ヨハネスはテオファノが修道院へ追い払ったロマノスの妹テオドラを皇后に迎え、マケドニア王朝との縁戚関係を結んで帝位の正統性を確保した。

### 2度の配流と王宮への帰還
テオファノは、コンスタンティノープル沖に浮かぶプリンキポス諸島へ流された。ところがしばらくして脱出して首都へ舞い戻り、ハギア・ソフィアに庇護を求めて駆け込んだ。総主教ポリュエウクトスはテオファノの身柄をヨハネスに引き渡した。会えば以前の関係に戻るという期待があったのかもしれないが、ヨハネスは彼女に冷たく再度の流刑を言い渡した。親衛隊に捕まったテオファノは、ヨハネスを罵り、自分を拘束している侍従らに体当たりしたという。
テオファノはアルメニアへ流された。ヨハネス1世が976年に急死した原因はテオファノが自らを裏切ったヨハネスに復讐したという説もあるが、当時彼女は流刑先の修道院に監禁されていたので事実ではなく、「悪女テオファノ」というイメージによる想像に過ぎない。成人したバシレイオスとコンスタンティノスの本格的な治世が始まると、テオファノは息子バシレイオス2世によってコンスタンティノープルへ呼び戻されたが、その後の動向は一切知られていない。